# Grzybiany (osada obronna)

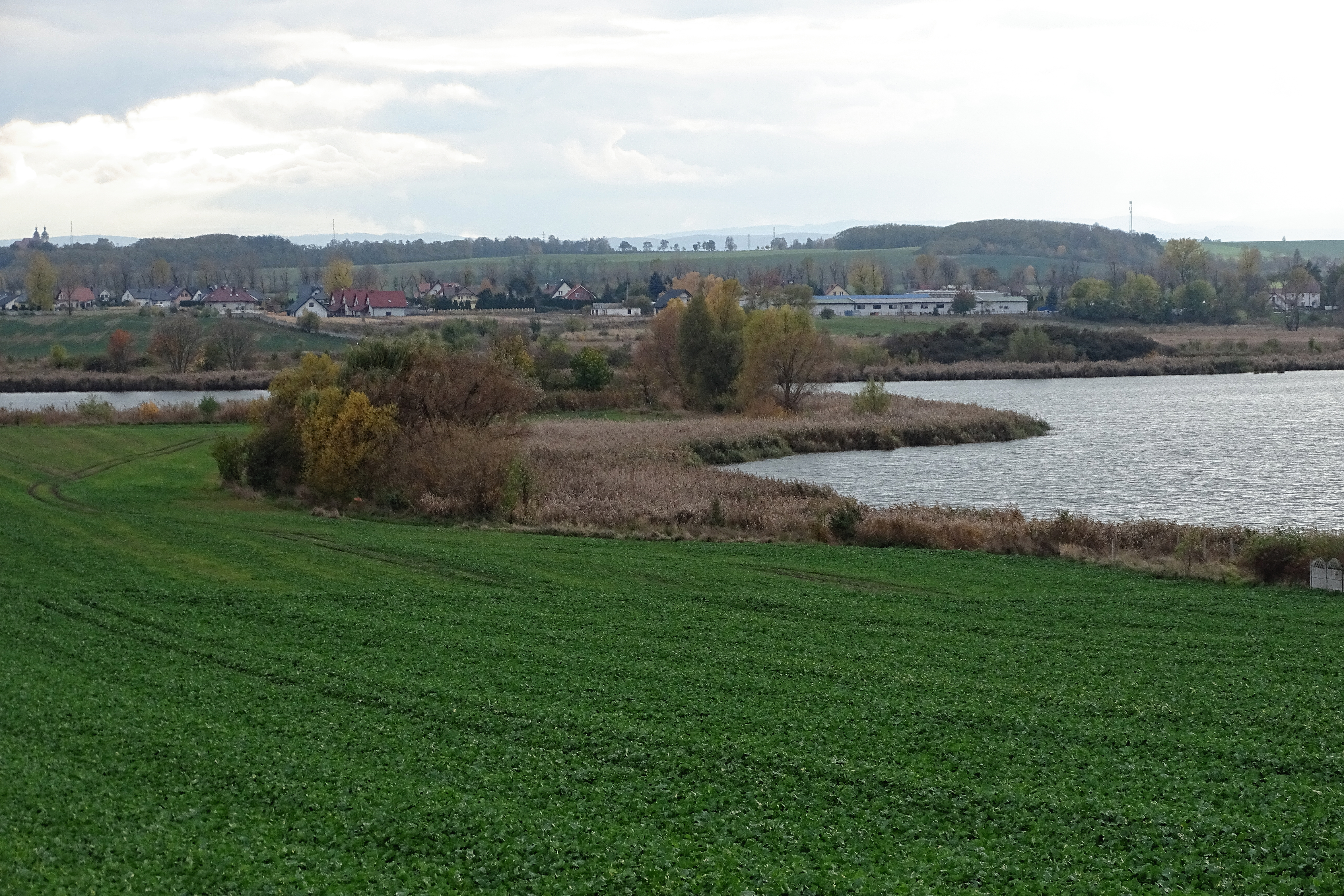
Jezioro Koskowickie i cypel, w rejonie którego znajdują się pozostałości osady obronnej

Grzybiany – stanowisko archeologiczne kultury łużyckiej w rejonie wsi Grzybiany (gmina Kunice, powiat legnicki, województwo dolnośląskie).
Na południowy zachód od wsi, na cyplu wschodniego brzegu Jeziora Koskowickiego (Pojezierze Legnickie), występuje unikatowe stanowisko archeologiczne, w postaci pozostałości osady kultury łużyckiej istniejącej z przerwami w czasie epok późnego brązu i wczesnego żelaza o powierzchni 1,2 ha. Unikatowość tej osady wynika z bardzo dobrego zachowania konstrukcji drewnianych (np. ulicy i falochronu) oraz innych artefaktów i skamieniałości z substancji organicznej, co związane jest z mocno zawodnionym gruntem, dobrze konserwującym materię organiczną. Z tych m.in. powodów osadę nazywa się dolnośląskim Biskupinem. O unikatowości decyduje też gruba do 1 m warstwa osadnicza, dokumentująca długi okres osadnictwa (od przełomu IX/VIII w. p.n.e. do końca V w. p.n.e.) oraz cenne poznawczo zabytki tu znalezione (np. wiosło sterowe, bransolety ceramiczne, zawieszka zoomorficzna). Udokumentowano także jedną z największych w Polsce prehistorycznych pracowni odlewniczych wyrobów z brązu, w tym liczne ceramiczne formy odlewnicze, tygle i elementy palenisk. Funkcjonowała ona w VII–VI w. p.n.e., a wytwarzano w niej przede wszystkim pierścienie i bransolety.
Stanowisko odkrył w 1938 r. nauczyciel lokalnej szkoły, ale przed końcem II wojny światowej dokonano tylko badań powierzchniowych. Wykopaliska archeolodzy rozpoczęli w roku 1959 i trwały one do 1962, kontynuowano je w okresie 1970–1973 i 1977–1980 pod kierunkiem Z. Bukowskiego oraz w latach 2010–2011.
Znaleziska z osady były eksponowane na specjalnej wystawie w Grzybianach, w legnickiej siedzibie Towarzystwa Przyjaciół Nauk i w Muzeum Miedzi w Legnicy (w 2016 r.).
Stanowisku poświęcono m.in. monografię naukową: Stolarczyk T., Baron J., 2014: Osada kultury pól popielnicowych w Grzybianach koło Legnicy. Wyd. Muzeum Miedzi w Legnicy, str. 1–601. ISBN 978-83-88155-53-6.